# Quercus glauca
Quercus glauca Thunb. – gatunek roślin z rodziny bukowatych (Fagaceae Dumort.). Występuje naturalnie w północno-wschodnich Indiach, w Mjanmie, na Półwyspie Indochińskim, w Chinach (w prowincjach Anhui, Fujian, Gansu, Guangdong, Kuejczou, Henan, Hubei, Hunan, Jiangsu, Jiangxi, Shaanxi, Syczuan, Junnan i Zhejiang, a także w regionach autonomicznych Kuangsi i Tybecie), na Tajwanie, Półwyspie Koreańskim oraz w Japonii. Do Europy został introdukowany w 1804 roku. 

## Morfologia

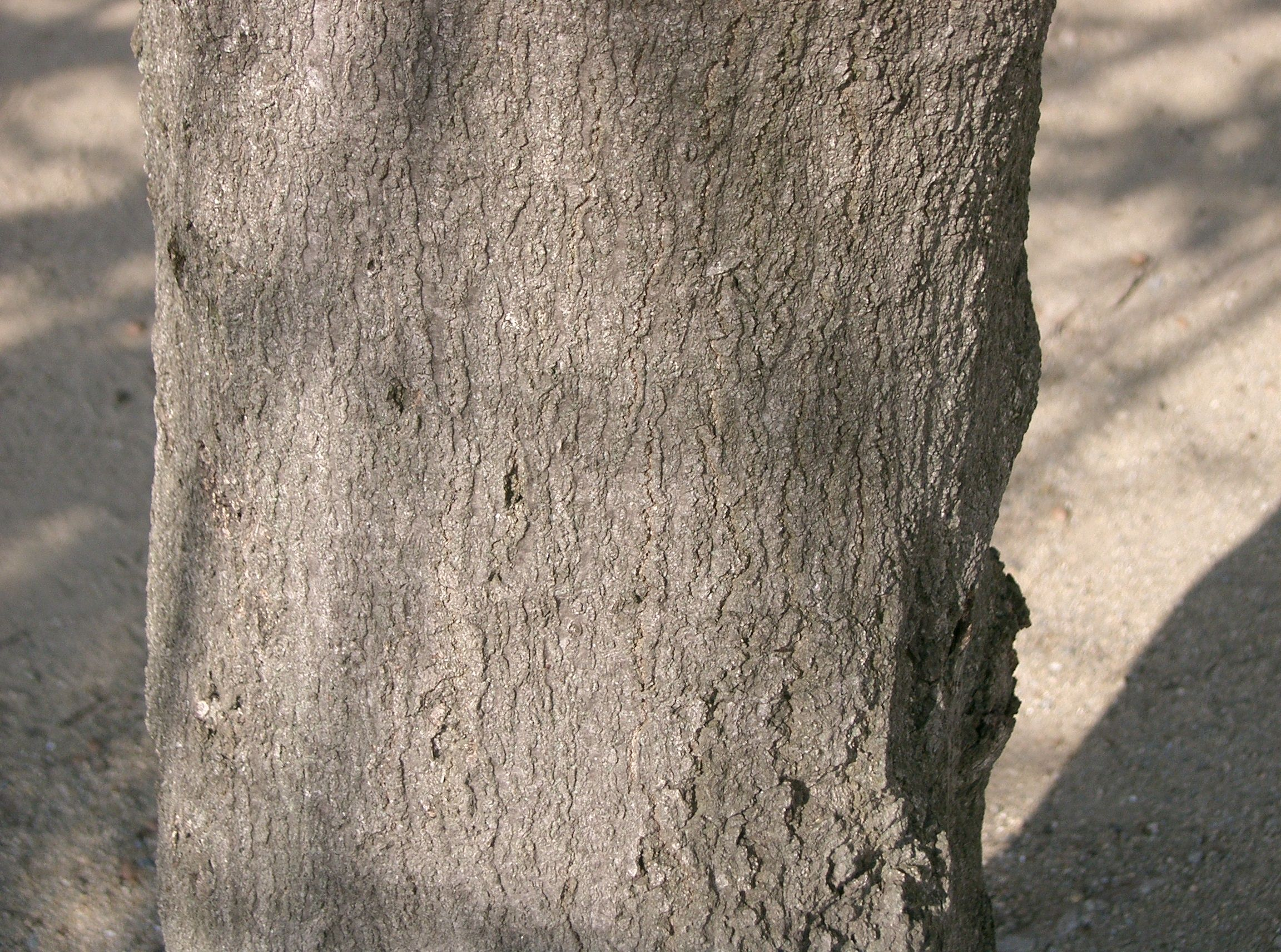
Pień

PokrójZimozielone drzewo dorastające zazwyczaj do 10 m wysokości (jednak na Tajwanie potrafi osiągać 20 m wysokości i 45 cm pierśnicy). Pokrój często jest krzaczasty. Korona drzewa początkowo jest jajowata, lecz z czasem staje się kopulasta. Kora początkowo jest gładka, lecz z wiekiem staje się pomarszczona i szorstka, ma czarniawobrązową barwę. Gałązki są nagie, grube, sztywne, mają ciemnooliwkową barwę, z bladymi przetchlinkami. Pąki są zebrane po 5–7 pąki w klastrach, mają kształt od jajowatego do kulistego, są rdzawobrązowe, mierzą 3–8 mm, łuski są nieco owłosione u nasady.
LiścieBlaszka liściowa jest gruba, skórzasta i ma kształt od odwrotnie jajowatego do podługowato eliptycznego. Mierzy 6–13 cm długości oraz 2,5–5 cm szerokości, jest całobrzega lub delikatnie piłkowana przy wierzchołku, ma zaokrągloną lub szeroko klinową nasadę i spiczasty lub ogoniasty wierzchołek. Górna powierzchnia jest błyszcząca i ma ciemnozieloną barwę, natomiast od spodu są niebieskozielone i owłosione. Młode liście są owłosione i są różnego koloru – brązowego, brązowawego, purpurowego lub zielonego. Mają 9–13 par równoległych, lekko zakrzywionych żyłek drugorzędnych, żyłki trzeciorzędne są niepozorne na spodniej powierzchni. Ogonek liściowy jest żółty i ma 1–3 cm długości.
KwiatySą rozdzielnopłciowe. Kwiaty męskie są zebrane w zwisające kotki, krótsze niż liście, z długimi podsadkami, mają 4 lub 5 pręcików. Kwiaty żeńskie są zebrane po 2–4 w krótkie kwiatostany.
OwoceOrzechy zwane żołędziami o jajowatym, podługowato jajowatym lub elipsoidalnym kształcie, dorastają do 10–16 mm długości i 9–14 mm średnicy. Osadzone są w miseczkach w kształcie kubka z 5–6 koncentrycznymi pierścieniami, są nagie lub lekko owłosione, mierzą 10–13 mm średnicy. Orzechy otulone są w miseczkach do 35–50% ich długości. Dojrzewają w tym samym roku.

## Biologia i ekologia
Rośnie w lasach. Występuje na wysokości od 100 do 2600 m n.p.m. Występuje od 7 do 8 strefy mrozoodporności. Dobrze rośnie na wszystkich typach gleb, z wyjątkiem tych wapiennych. Charakteryzuje się powolnym tempem wzrostu.